# Bianca come il latte, rossa come il sangue
Bianca come il latte, rossa come il sangue è il romanzo d'esordio di Alessandro D'Avenia, pubblicato nel 2010 dalla casa editrice Mondadori. Il romanzo si ispira a una vicenda realmente accaduta di una ragazza morta di leucemia che frequentava un liceo romano dove l'autore a quel tempo faceva supplenza.

## Trama
Il romanzo racconta in prima persona la storia di Leo, un ragazzo di 16 anni innamorato di Beatrice. Lui descrive la scuola come una perdita di tempo, ma grazie ad essa ha conosciuto Silvia, la sua fedelissima migliore amica segretamente innamorata di lui. Oltre a lei giocano un ruolo importante nella sua vita Niko, il suo migliore amico, con cui gioca nella squadra di calcio della scuola, i "Pirati", Gandalf, il professore di religione, i suoi genitori, e il "Sognatore", un giovane supplente di storia e filosofia con cui Leo ha inizialmente un rapporto controverso. Leo all'inizio lo considera uno "sfigato", ma l'insegnante riuscirà col passare del tempo a coinvolgerlo nelle sue lezioni e a fargli capire l'importanza dei sogni. Nella prima parte della storia si nota il lato più scherzoso e spensierato del ragazzo, il quale però, dopo aver scoperto che Beatrice è malata di leucemia, vivrà una trasformazione radicale. Infatti Leo prima si reca insieme al padre all'ospedale per donare il sangue a Beatrice, poi le scrive una lettera in cui le confessa i suoi sentimenti, ma a causa di un incidente in motorino non riuscirà a consegnargliela. Dopo le vacanze invernali Leo riuscirà finalmente a conoscere Beatrice, recandosi a casa sua insieme a Silvia una mattina dopo aver marinato la scuola. Il ragazzo riuscirà a confessare alla ragazza i sentimenti che prova per lei, ma Beatrice gli dirà che è tutto vano, in quanto lei sta per morire. Leo continuerà comunque a frequentare Beatrice. Il giovane è quindi pronto a dichiararsi all'amica sulla "loro" panchina al parco, ma il tutto si concluderà con la loro separazione. Infatti Silvia, gelosa di Leo, tempo prima aveva dato di proposito all'amico il numero sbagliato di Beatrice, affinché lui non riuscisse a conquistarla.
Verso la fine della scuola Beatrice muore, nonostante le cure. Dopo le vacanze estive Leo, leggendo una lettera di Silvia, capirà i sentimenti dell'amica e canterà una serenata per lei sotto la sua casa.

## Trasposizione cinematografica
Il film Bianca come il latte, rossa come il sangue
è uscito nelle sale dal 4 aprile 2013.

## Distribuzione
Il libro è stato tradotto in diciannove lingue e ha raggiunto il milione di copie nei primi mesi del 2013, diventando così un best seller internazionale .
Al 2014, solo in Italia ha venduto oltre 700 000 copie, 170 000 delle quali già nel primo anno di pubblicazione .

## Edizioni
- Alessandro D'Avenia, Bianca come il latte, rossa come il sangue, Milano, Mondadori, Scrittori italiani e stranieri, maggio 2010, ISBN 978-88-04-59518-2
- Alessandro D'Avenia, Bianca come il latte, rossa come il sangue, Milano, Mondadori, NumeriPrimi°, marzo 2011, ISBN 978-88-6621-005-4